# Waltel Branco
Waltel Branco (Paranaguá, 22 de novembro de 1929 — Rio de Janeiro, 28 de novembro de 2018) foi um maestro, violonista, compositor e arranjador brasileiro.

## Biografia
Waltel nasceu em uma família de músicos e iniciou-se nesta arte já muito cedo, por meio da bateria, do violão e, posteriormente, do cavaquinho e violoncelo, vindo ainda a estudar harpa e órgão.

#### Infância e Adolescência
Sua infância e adolescência foram marcadas pelo estudo da  música e religião, alternadas entre as cidades de Curitiba e Rio de Janeiro. Seus estudos musicais se consolidaram no período em que esteve no seminário, com o chileno Joquín Zamacois. Entre seus mestres da época, nomes como Bento Mossurunga, padre José Penalva, Jorge Koshag, Stanley Wilson e Alceo Bocchino contribuíram para sua formação.
Em Curitiba formou uma jazz-band junto com seu irmão Ismael Branco (bateria) e com a então revelação Gebran Sabag (piano). Em 1949 rumou para o Rio de Janeiro e em seguida para Cuba, ainda na juventude, juntamente com a cantora Lia Ray, para ser o arranjador, diretor musical e violonista do conjunto que formaram. Neste país, teve a oportunidade de tocar com Perez Prado, Mongo Santamaria e Chico O'Farrel, ajudando a criar a mistura de jazz, música cubana e brasileira que veio a alterar a salsa e, posteriormente, influenciar o jazz fusion, do qual Waltel é considerado um dos precursores.

#### Experiência no exterior
Já nos Estados Unidos, por volta de 1952/53, integrou o trio do baterista Chico Hamilton. Voltando ao Brasil, teve importância fundamental na formatação da bossa nova, morando em uma pensão junto com João Gilberto, com quem desempenhou longa parceria, sendo arranjador e amigo desde então.
Depois de pequenas passagens pela Europa e Ásia, Waltel decidiu estudar música e trilha sonora, rumando novamente aos Estados Unidos, onde teve contato com a música incidental do maestro Stanley Wilston e com o violonista Sal Salvador, que por sua vez tocava com Nat King Cole, com quem Waltel veio a formar um trio, além de produzir um disco para o irmão Fred Cole e para a filha Natalie Cole. Mais tarde conheceu a cantora Peggy Lipton (que casou-se com Quincy Jones) e sua irmã Lede Saint-Clair, com quem veio a se casar.
Com a carreira agitada pelo jazz e pela música erudita, em meio a grandes nomes, acabou por conhecer o maestro Henry Mancini e a integrar a equipe que este comandava, responsável por várias trilhas sonoras e composições, entre as quais a famosa Pantera Cor-de-Rosa. Ainda nos Estados Unidos trabalhou e gravou com Franco Rosolino, Charles Mariano, Sam Noto, Dizzy Gillespie, Mel Lewis e Max Bennett.
Foi em 1963, longe de casa, o maestro veio a se encontrar com o empresário Roberto Marinho que, reconhecendo seu talento, o chamou para a então jovem Rede Globo, onde viria a compor um time seleto de músicos da emissora junto a Radamés Gnatalli, César Guerra Peixe e Guido de Moraes.
Na Espanha, acabou por vencer um concurso da Rádio Difusora Francesa e veio a estudar violão com Andrés Segovia, um dos maiores violonistas do mundo. Em Roma esteve com Chico Buarque, Elis Regina, João Gilberto e diversos outros músicos brasileiros e estrangeiros.

#### Rio de Janeiro
No Rio de Janeiro, gravou os discos Guitarra em Chamas 1 e 2, juntamente com o violonista Baden Powell e, tendo contato com a então inovadora bossa nova, participou dos arranjos de Chega de Saudade, de João Gilberto, com quem veio a trabalhar por um longo período.
Waltel Branco tocou com Dorival Caymmi, Nana Caymmi, João Gilberto, fez arranjos para Roberto Carlos, Cazuza, Tim Maia, Djavan, Cartola, Gal Costa,Maria Creuza, Vanuza, Mercedes Sosa, Astor Piazzola, Zé Keti, Peri Ribeiro, Sérgio Ricardo, Tom Jobim, Tomaz Lima e muitos outros, chegando até a fazer um arranjo do Hino Nacional Brasileiro para a Orquestra de Viena executar. Teve músicas gravadas por diversos artistas como Elis Regina no Brasil, e Eva Fampas na Grécia. Alguns dos seus discos de início de carreira são hoje considerados raríssimos e já ultrapassam o valor de US$200,00 no mercado para colecionadores[carece de fontes?].
Na década de 70, Waltel Branco presenteou Djavan com um violão Romeu 1, Di Giorgio, que o cantor guarda até hoje.

#### Anos 2000-2012
Em 2001 o Maestro assumiu a regência da Orquestra Sinfônica de Ponta Grossa (OSPG), para a qual musicou o poema Os poentes da minha terra, de Anita Philipovsky. Em 2004 Waltel Branco foi eleito presidente do Fórum de Música do Paraná, engajando-se na defesa da música brasileira junto as esferas públicas como Câmara Setorial de Música do Ministério da Cultura e Conferência Nacional de Cultura.
Ainda em 2004, é destacado no livro A [des]construção da Música na Cultura Paranaense de Manoel J. de Souza Neto, o que resulta em uma série de homenagens ao mestre. Além disso, teve um breve relato de sua história contada através do documentário Descobrindo Waltel (2005), de Alessandro Gamo, onde ilustres personalidades como Ed Motta, Roberto Menescal e o Maestro Julio Medaglia, entre outros, ajudaram a contar a vida do mestre. Recentemente, o comentarista Luiz Nassif escreveu artigo referindo-se a Waltel como grande mestre da música brasileira que ainda espera por reconhecimento.
Em 2007 lançou o disco Meu Novo Balanço, com músicas de outros dos seus álbuns e algumas inéditas como "Fera Pantera", na qual, por sugestão de Chico Buarque, faz uma versão da música da Pantera Cor de Rosa voltada para educação. Neste ano ainda foi "Artista Homenageado" pelo Festival de Artes do estado do Paraná.
Em 22 de novembro de 2008, foi lançado em Curitiba o livro A Obra para Violão de Waltel Branco, com mais de 40 partituras revisadas por Cláudio Menandro. O livro contém ainda um resumo detalhado de sua biografia.
Em 2012 recebeu o título de doutor honoris causa pela Universidade Federal do Paraná (UFPR) como compositor, arranjador e multi-instrumentista paranaense, sobre o que o reitor da instituição destacou: "É um marco nos 100 anos da UFPR e reflete o reconhecimento que a instituição tem das pessoas que marcam a história do Paraná". Também foi destaque o fato deste ser o primeiro título de doutor honoris causa da instituição concedido a um músico.

## Morte
Waltel morreu em sua residência, na cidade do Rio de Janeiro, em 28 de novembro de 2018, em decorrência de diabetes.

## Biografia Definitiva: Livro e Podcast
Em 2023, o jornalista Felippe Aníbal publicou a biografia Waltel Branco: O Maestro Oculto, resultado de anos de pesquisa e entrevistas com o maestro. No ano seguinte, publicou um podcast de mesmo nome, desdobramento do livro, disponível no Spotify.

## Citações de outros artistas

#### Roberto Menescalno documentário "Descobrindo Waltel"
" O Waltel foi o primeiro músico mesmo que eu pensei, músico na concepção total! Músico que estudava, que lia, que tocava bem seu instrumento…"

#### Júlio Medagliano encarte de "Recital", 1976
"Tecer alguns comentários a respeito do músico Waltel Branco é uma das tarefas mais simples e, por que não dizer, das mais agradáveis. Mais simples porque este disco ao ser tocado falará mais claramente a respeito dos recursos e da grande musicalidade do artista do que qualquer "apreciação verbal". Das mais agradáveis pois não podemos colocar aqui uma biografiazinha na base do "já aos 5 anos de idade…", mas sim chamar a atenção para um músico cuja formação e atividade são absolutamente exemplares para esta música brasileira tão carente de outros "Walteis".
Por esta razão vamos deixar de comentar este ou aquele timbre especial de seu toucher, certas peculiaridades de suas composições ou exaltar seu brilho virtuosístico na execução de determinadas passagens. O excelente violão que Waltel toca faz parte de toda uma personalidade e vivência musicais cheias de componentes. Ele não faz parte daquele bando de artistões cuja vida se resume nos 30 centímetros do braço do violão. Waltel atua em mil diferentes faixas porque ele conheceu mil diferentes tipos de música em sua vida. De estudante de música clássica, de aluno de Segóvia a fundador e arranjador da orquestra de Peres Prado - no tempo em que o mambo ameaçava a desviar o eixo terrestre; de estudante de orquestração, jazz, regência e composição na Berklee School de Boston a diretor artístico do Teatro Guaira de Curitiba; de um refinado intérprete a arranjador de discos, programas e festivais de televisão; de um categorizado e criativo autor de músicas para seu instrumento a um eficiente arranjador e compositor de trilhas sonoras para filmes, novelas e coisas assim.
Waltel não está na crista de nossas paradas nem é o Quincy Jones brasileiro. Não porque lhe faltem recursos técnicos ou artísticos para tanto e sim porque nesta tão badalada MPB quem pretende fazer uma música que vá além do alpiste melódico de nossos rouxinóis asfáticos é automaticamente marginalizado pela notoriedade. Sua atividade parcialmente anônima, porém, está presente na música de nosso país através dos mais variados veículos de comunicação. Aqui não. Neste L.P. Waltel está presente de nome e alma e você, um destes poucos ouvintes brasileiros que curti música instrumental, vai poder perceber - a respeito de quem estou falando. Aliás, fim de papo pois ouvi-lo é realmente melhor…"

## Discografia
Mais de 20 discos lançados até 2008, além dos quais foi arranjador ou participou de alguma maneira de aproximadamente 1000 discos históricos da música brasileira.

### Solos
| Ano  | Título                                                           |
| ---- | ---------------------------------------------------------------- |
| 1960 | Recital Violão                                                   |
| 1962 | Guitarras em Fogo                                                |
| 1963 | Guitarra Bossa Nova                                              |
| 1966 | Mancini Também é Samba                                           |
| 1972 | Meu Balanço Jungle Bird Black Soul (com o pseudônimo Airto Fogo) |
| 1974 | Seleção de Clássicos, Músicas do século XVI ao Século XX         |
| 1975 | Airto Fogo (com o pseudônimo Airto Fogo)                         |
| 1976 | Recital (II)                                                     |
| 1990 | Kabiesi                                                          |
| 1997 | Naipi                                                            |
| 2007 | Meu Novo Balanço                                                 |

### Conjunto
| Ano    | Título | Instrumento     |  |
| ------ | --- | --------------- |  |
| 195... | Românticos de Cuba |                 |  |
| 1958   | Djalma Ferreira e seus Milionários do Ritmo - Drink                                                                                             | Baixo           |  |
| 1959   | Mariza - A Suave Mariza |                 |  |
| 1959   | Djalma Ferreira e seus Milionários do Ritmo - Depois do Drink                                                                                   | Baixo           |  |
| 1960   | Os Cobras' |                 |  |
| 1960   | Conjuntos de José Marinho, Netinho, Waltel Branco e João Donato (disco Dance Conosco)                                                           |                 |  |
| 1960   | Elizeth Cardoso e Moacyr Silva - Sax Voz |                 |  |
| 1961   | Newton Mendonca Tribute - Em Cada Estrela uma Canção                                                                                            | Guitarra        |  |
| 1961   | Zé Bodega e Orquestra de Severino Araújo: "Um sax no Samba                                                                                      | Guitarra        |  |
| 1961   | Rubens Bassini e os 11 Magníficos | Guitarra        |  |
| 1961   | Elizeth Cardoso - A Meiga Elizeth Vol.2 |                 |  |
| 1961   | Rubens Bassini - Ritmo Fantastico, Rubens Bassini e os 11 Magnificos                                                                            |                 |  |
| 1962   | Orlann Divo (LP "A Chave do Sucesso") | Guitarra        |  |
| 1963   | Trio Surdina |                 |  |
| 1963   | Moacyr Silva e Seu Conjunto - Sax Sensacional Nr. 3                                                                                             | Guitarra        |  |
| 1963   | Miltinho - Bossa e Balanço |                 |  |
| 196... | Copa Cinco |                 |  |
| 1964   | Wilson Miranda: "A Outra Face de Wilson Miranda"                                                                                                | Guitarra        |  |
| 1964   | A Turma do Bom Balanço |                 |  |
| 1964   | Luiz Carlos Vinhas - Novas Estruturas |                 |  |
| 1965   | Meirelles e os Copa 5 - O Novo Som |                 |  |
| 1968   | Quarteto 004 - Retrato em Branco e Preto | Regência        |  |
| 1973   | Cesar Costa Filho - E os sambas viverão | Violão          |  |
| 1973   | Antonio Carlos & Jocafi | Guitarra        |  |
| 1977   | Paulo Moura, Formiga, Altamirro Carilho e Abel Ferreira - Interpretam Vivaldi, Webber, Purcell e Villa Lobos com Orquestra Sinfônica Brasileira | Alaúde          |  |
| 1978   | Agepê - Tipo Exportação | Viola e Violão  |  |
| 1978   | Trindade: Curto Caminho Longo (trilha do documentário)                                                                                          |                 |  |
| 1979   | Frank Valdor - Live in Rio | Guitarra        |  |
| 1979   | Elizeth Cardoso - O Inverno do Meu Tempo | Guitarra        |  |
| 1980   | João Bosco - Bandalhismo | Violão          |  |
| 1980   | Violão em Dois Estilos Waltel Branco + Rosinha de Valença                                                                                       | Violão          |  |
| 19...  | Lena Rios | Violão 7 cordas |  |
| 19...  | Violão para quem não gosta de Violão | Violão          |  |
| 19...  | Orquestra Os Bossambistas - Só Danço Samba |                 |  |

## Trilhas para cinema ou televisão
Participou de alguma maneira como diretor musical, arranjador, compositor ou outra.
| Ano       | Obra                                                       |
| --------- | ---------------------------------------------------------- |
| 1968-1969 | Passo dos Ventos                                           |
| 1970      | Irmãos Coragem                                             |
| 1970      | Os Senhores da Terra                                       |
| 1970-1971 | Assim na Terra como no Céu                                 |
| 1972      | O Primeiro Amor                                            |
| 1972      | Selva de Pedra                                             |
| 1972-1973 | O Bofe                                                     |
| 1972-1973 | Uma Rosa com Amor                                          |
| 1973      | Cavalo de Aço                                              |
| 1973      | Os Ossos do Barão                                          |
| 1973      | O Bem Amado                                                |
| 1973-1974 | O Semideus                                                 |
| 1974      | Supermanoela                                               |
| 1975      | Senhora                                                    |
| 1975      | A Moreninha                                                |
| 1975      | Cuca Legal                                                 |
| 1976      | Vejo a Lua no Céu                                          |
| 1976      | O Feijão e o Sonho                                         |
| 1976      | Anjo Mau                                                   |
| 1977      | À Sombra dos Laranjais                                     |
| 1980      | Vida de artista - Especial Cauby Peixoto                   |
| 1981      | Amizade Colorida                                           |
| 1982      | Pirlimpimpim                                               |
| 1984      | Anarquistas, Graças a Deus                                 |
| 1985      | A Gata Comeu                                               |
| 1985      | O Tempo e o Vento (anteriormente encomendado ao Tom Jobim) |
| 1985-1986 | Ti Ti Ti                                                   |

## Arranjador
Participou de alguma maneira no trabalho.
| Ano  | Artista         | Álbum                                       |
| ---- | --------------- | ------------------------------------------- |
| 1964 | Flora Purim     | Flora é M. P. M.                            |
| 1964 | Dom Um Romão    | Dom Um                                      |
| 1970 | Tim Maia        | Tim Maia                                    |
| 1971 | Evaldo Braga    | O Ídolo Negro                               |
| 1972 | Evaldo Braga    | O Ídolo Negro Vol.2                         |
| 1973 | Marcos Valle    | Previsão do Tempo                           |
| 1974 | Alceu Valença   | Molhado de Suor                             |
| 1975 | Copinha         | Jubileu de Ouro                             |
| 1976 | Rosa Maria      |                                             |
| 1977 | Maria Creuza    | Meia Noite com Maria Creuza                 |
| 1978 | Agepê           | Tipo Exportação                             |
| 1979 | Maria Creuza    | Pecado                                      |
| 1979 | Sérgio Mendes   | Horizonte Aberto                            |
| 1979 | Pery Ribeiro    | Alvorada                                    |
| 1979 | João Bosco      | Linha de Passe                              |
| 1980 | Jane Duboc      | Languidez                                   |
| 1982 | Zé Ramalho      | Força Verde                                 |
| 1988 | Cazuza          | Ideologia                                   |
| 1990 | Tomaz Lima      | "Homem de Bem" (Mantras Indianos)           |
| 1991 | Rosa Passos     | Curare                                      |
| 1994 | Tomaz Lima      | Song of India                               |
| 1998 | Hilton Barcelos | Olhos de Luz                                |
| 2008 | O Sebbo         | Porque não sabíamos voar (supervisão geral) |
| 2008 | Rogéria Holtz   | No país de Alice                            |
|      | João Gilberto   | Diversos                                    |
|      | Henry Mancini   | Diversos                                    |
|      | Lover           | The Lovers: Vol. I e II                     |
|      | Mita            | (arranjos e regência)                       |
|      | Freddy Cole     | (arranjador e regente)                      |
|      | Toni Tornado    |                                             |
|      | Odair José      |                                             |

## Homenagens
- 2007 - Orquestra a Base de Sopro - Mestre Waltel.
- 2007 - Cláudio Menandro.
- 2013 - A Corrente Cultural de 2013 leva o seu nome.